# ディジョン美術館
ディジョン美術館（フランス語: Musée des beaux-arts de Dijon）は、フランスのディジョンにある美術館である。旧ブルゴーニュ公爵宮殿の右翼、東側を占めている。

## 沿革
1787年に創設。

## コレクション
コレクションはブルゴーニュ公の遺産が元になっている。フィリップ2世とジャン1世の墓が納められた「衛兵の間」が最大の見どころとなっている。
古代エジプト美術から21世紀のコンテンポラリー・アートまで幅広いコレクションを誇っている。パオロ・ヴェロネーゼなどのイタリア絵画、ロベルト・カンピン、ヤン・ブリューゲル (父)などのフランドル絵画、ニコラ・プッサンなどのフランス絵画が展示されている。19世紀の作品にはテオドール・ジェリコー、ギュスターヴ・モロー、ウジェーヌ・ドラクロワ、アルフォンス・ルグロ、エドゥアール・マネ、ポール・セザンヌ、クロード・モネ等がある。また、彫刻家フランソワ・ポンポンによる動物の彫刻が展示されている。

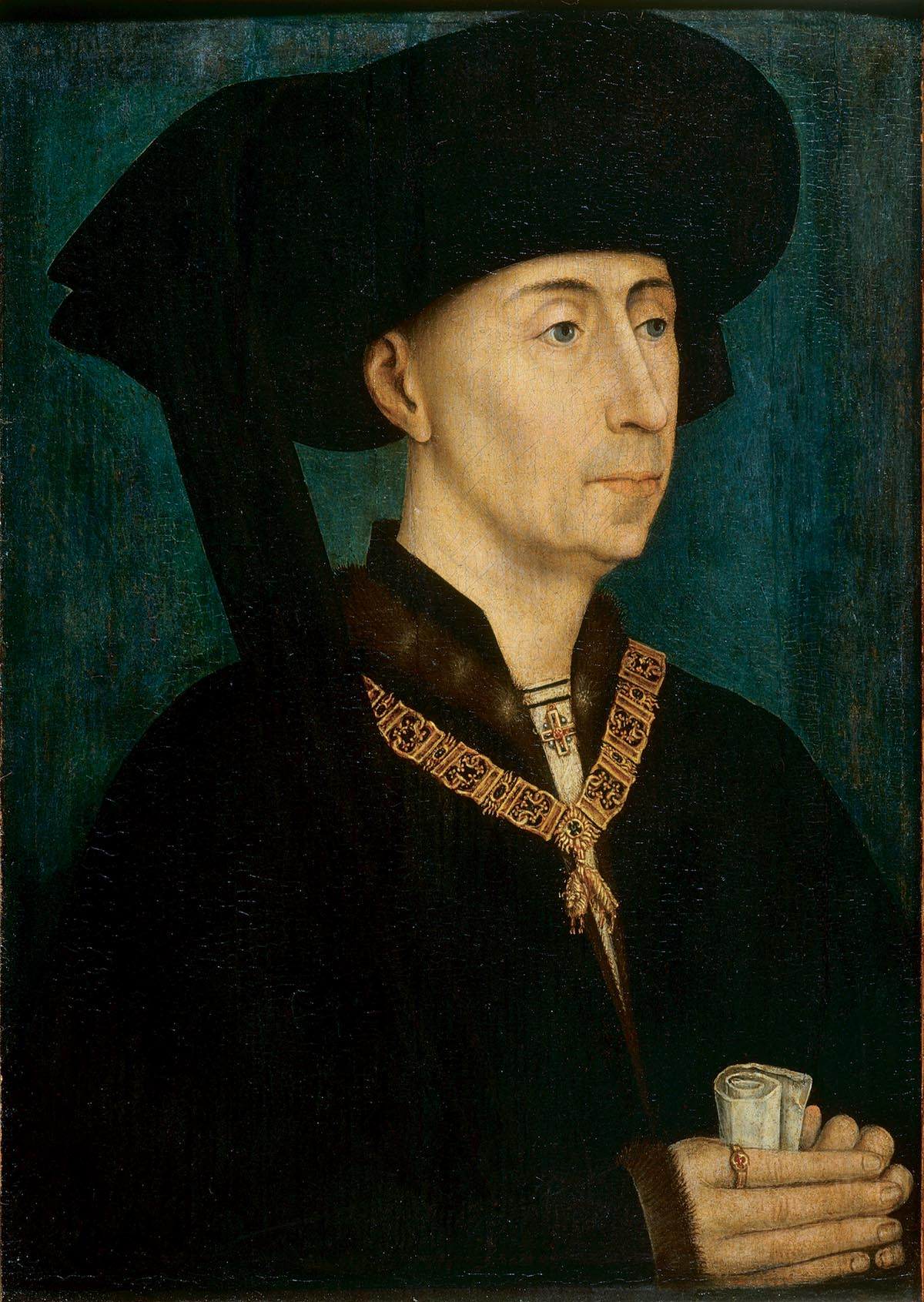
ロヒール・ファン・デル・ウェイデン Portrait of Philip the Good, 1450
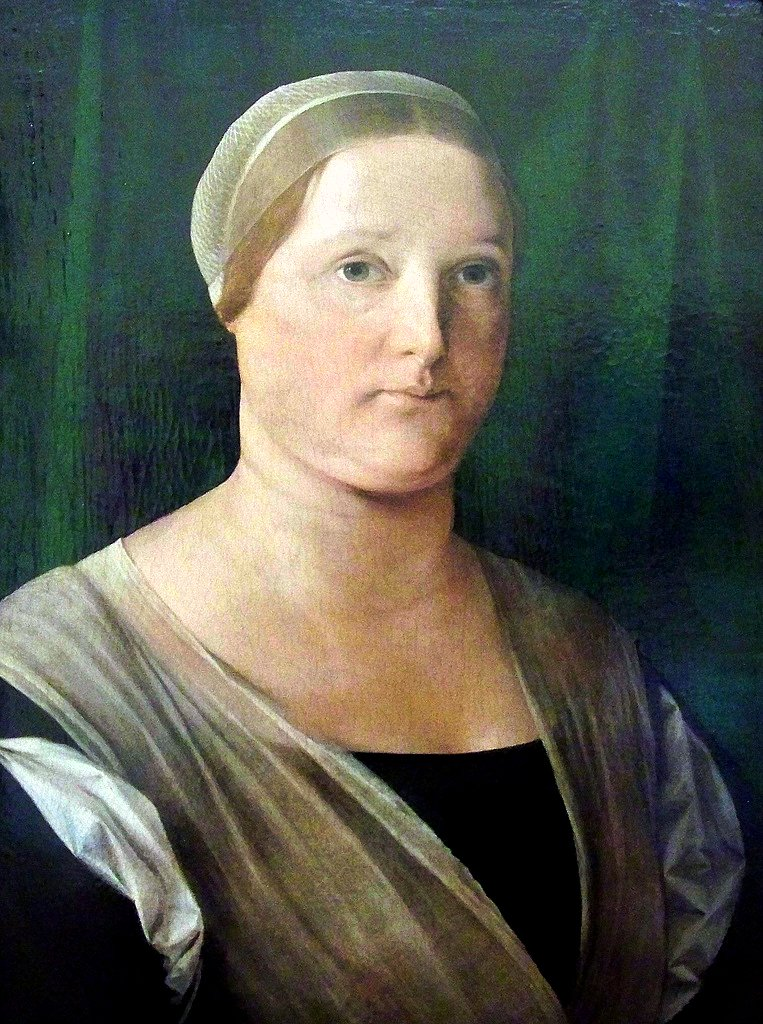
ロレンツォ・ロット Portrait of a Woman, c.1505.
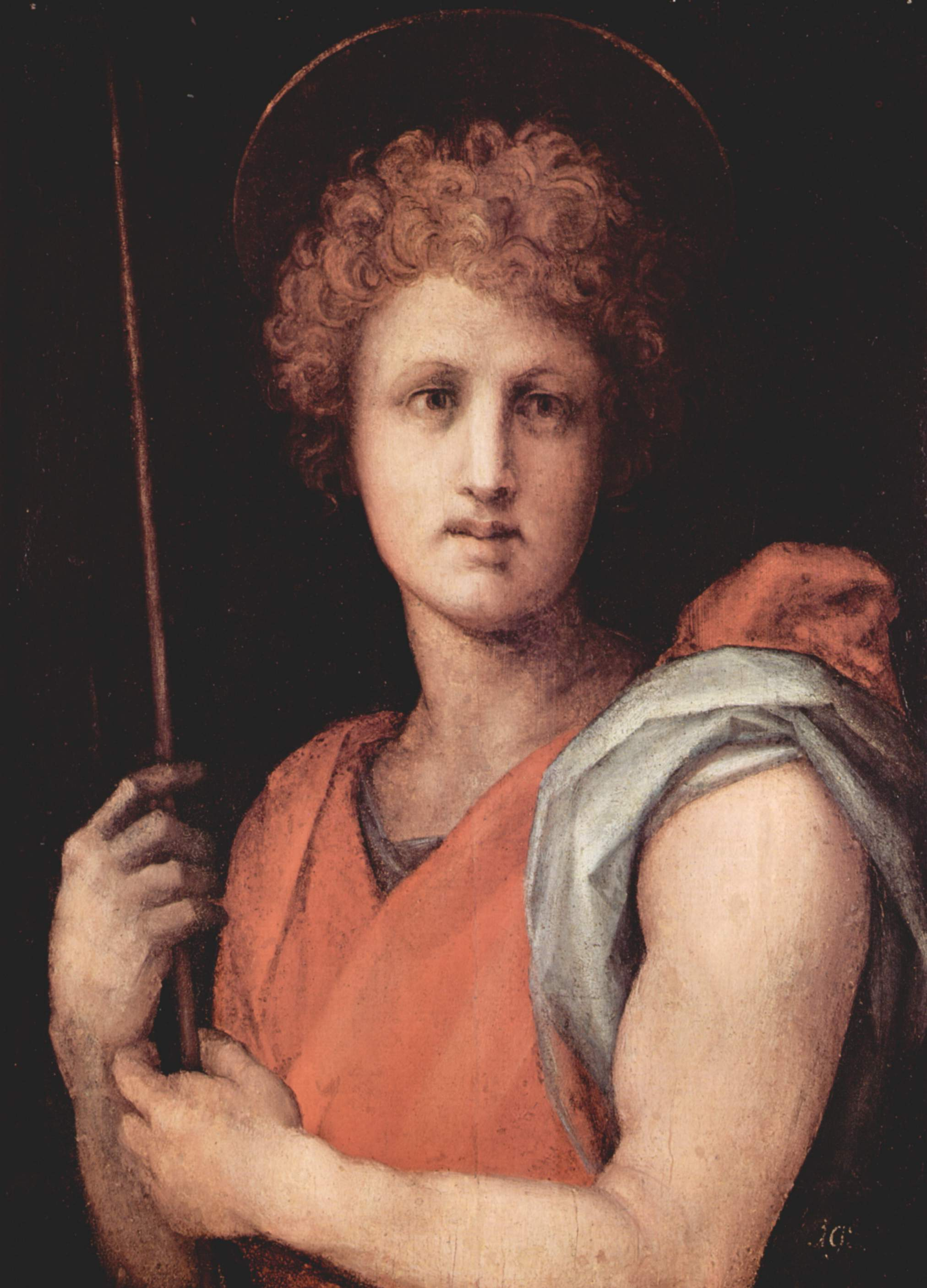
ヤコポ・ダ・ポントルモ Saint John the Baptist , c.1515.
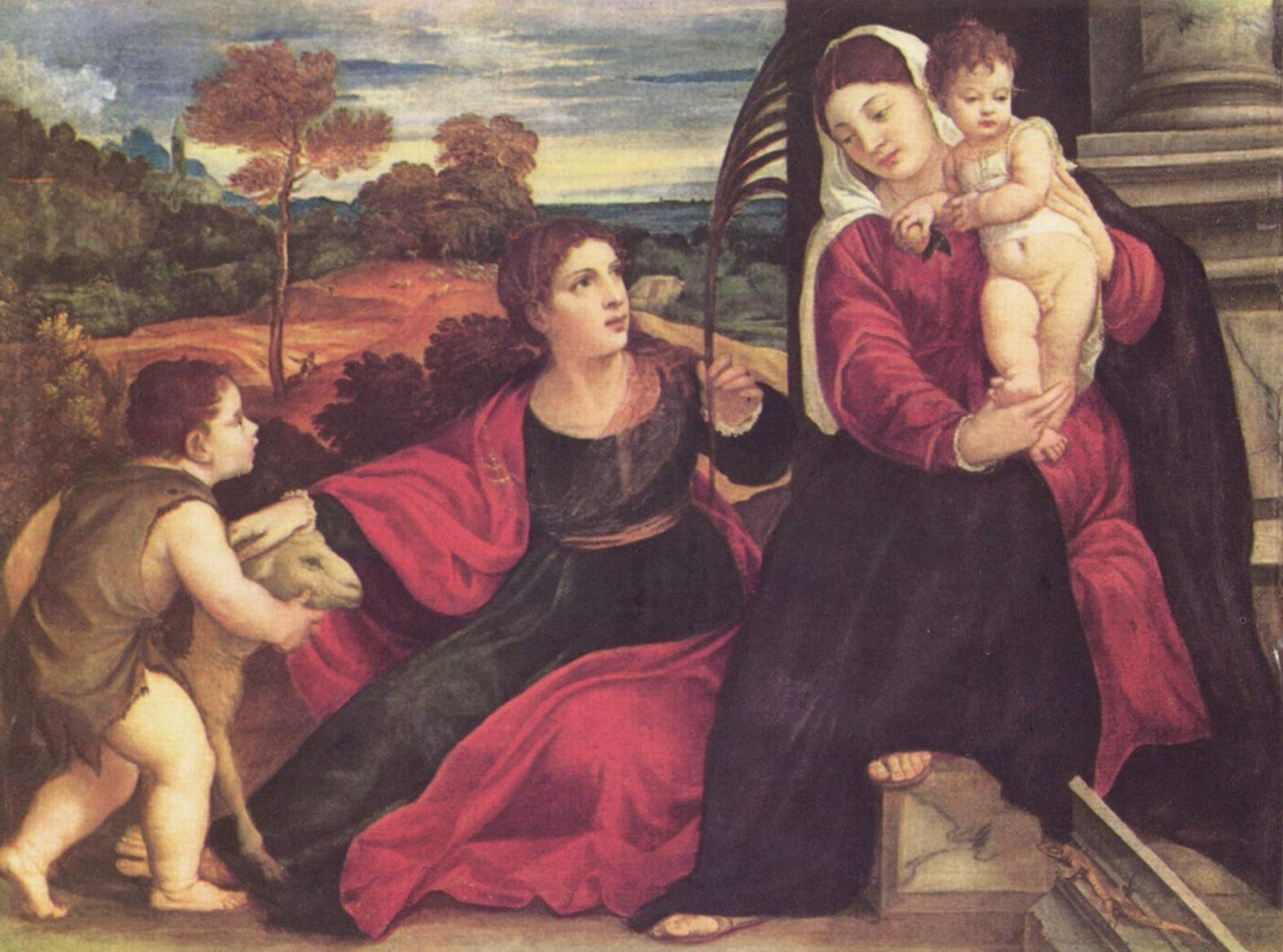
ティツィアーノ・ヴェチェッリオ, The Virgin, the Child, Saint Agnes and Saint John the Baptist, mid-16th c.
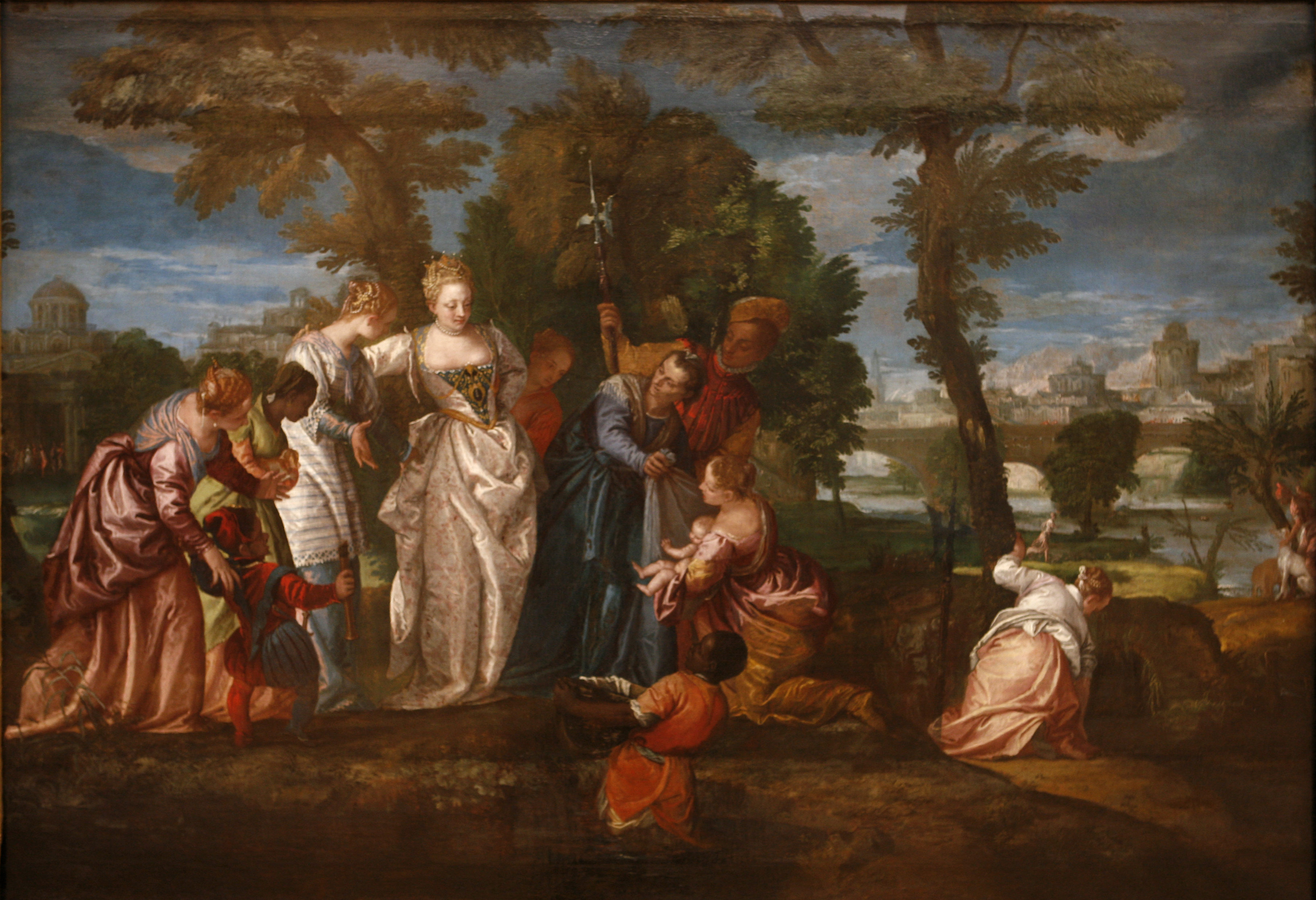
パオロ・ヴェロネーゼ The finding of Moses, 1713
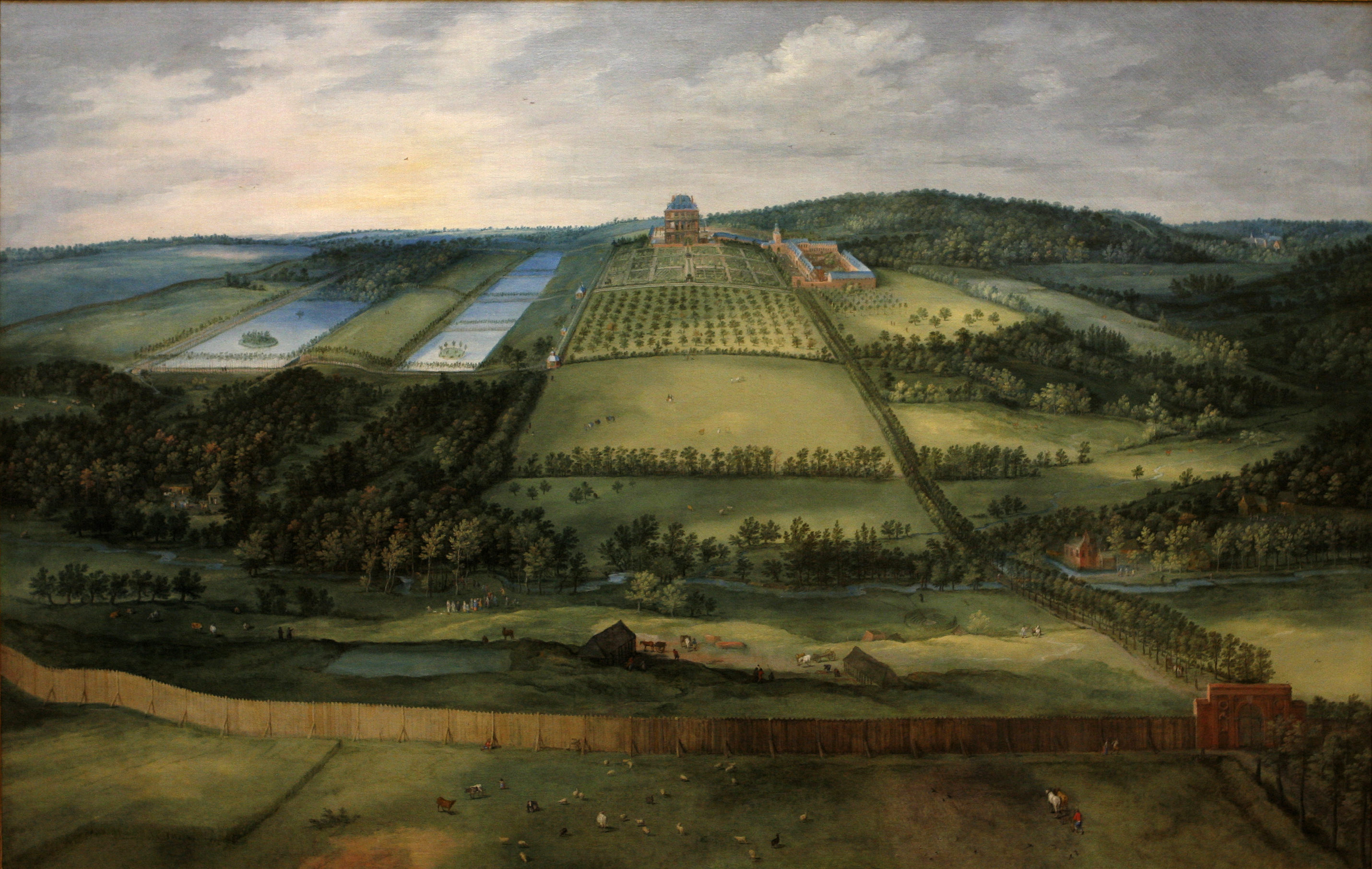
ヤン・ブリューゲル (父) The castle of Mariemont, 1612
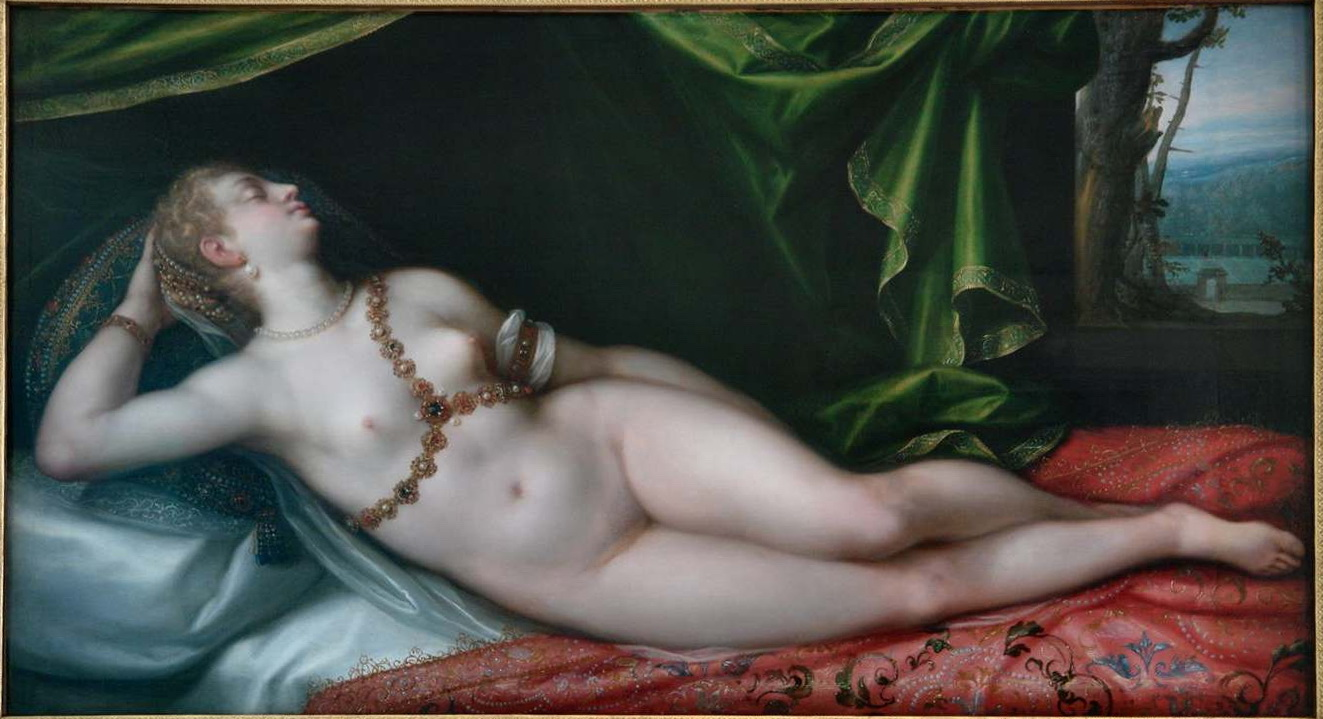
ディルク・ド・クワード・ファン・ラーフェステイン Femme nue endormie,17世紀
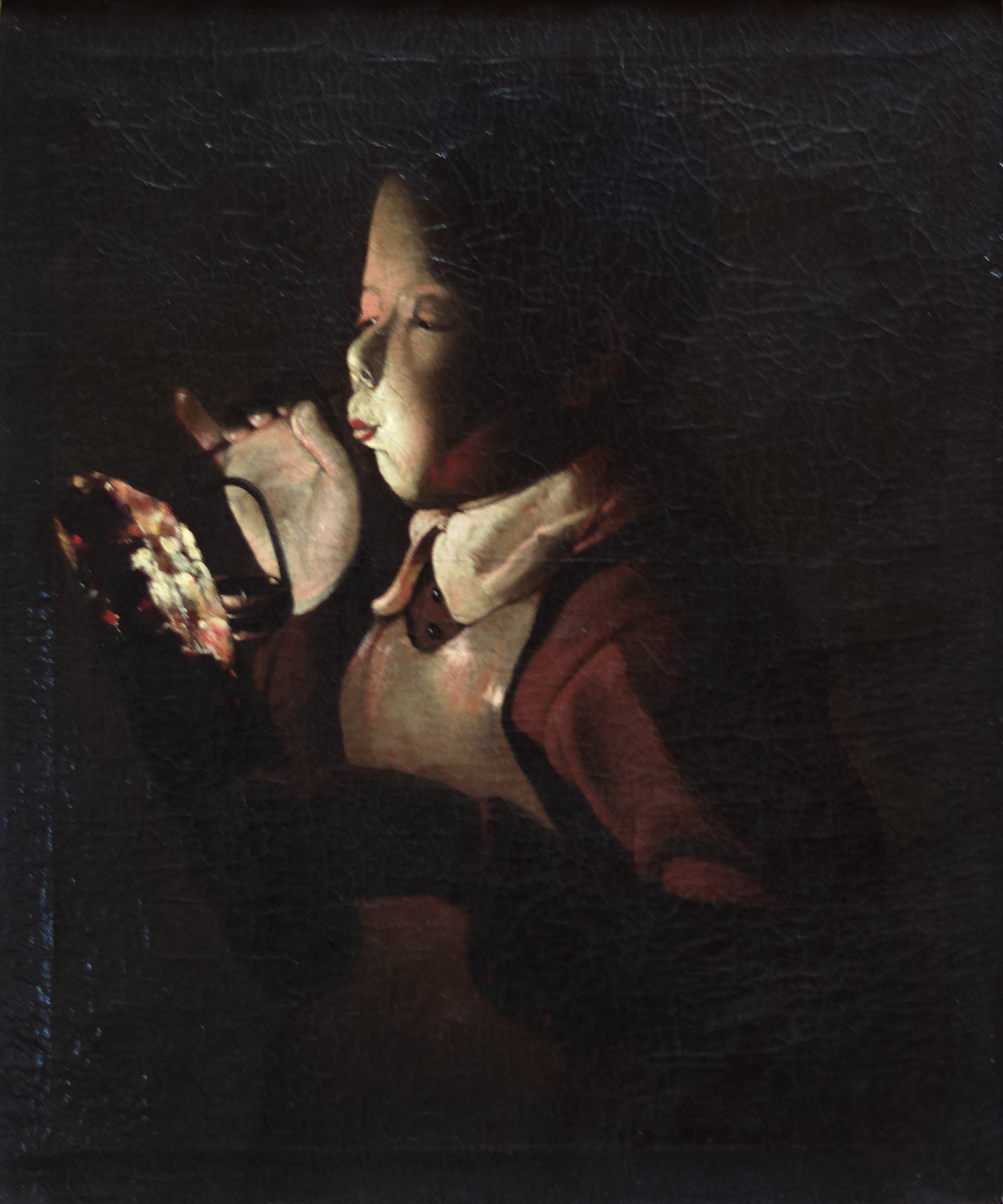
ジョルジュ・ド・ラ・トゥール The Blower with a lamp, 1649
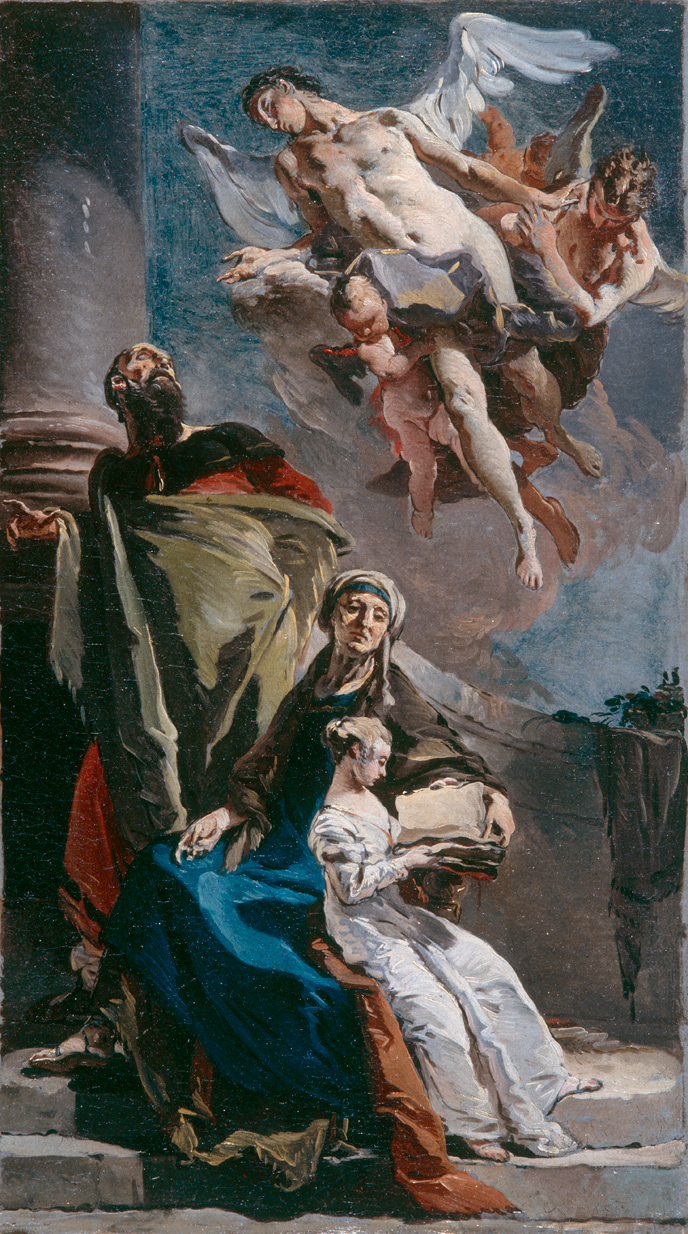
ジョヴァンニ・バッティスタ・ティエポロ The Education of the Virgin, c.1720-1722
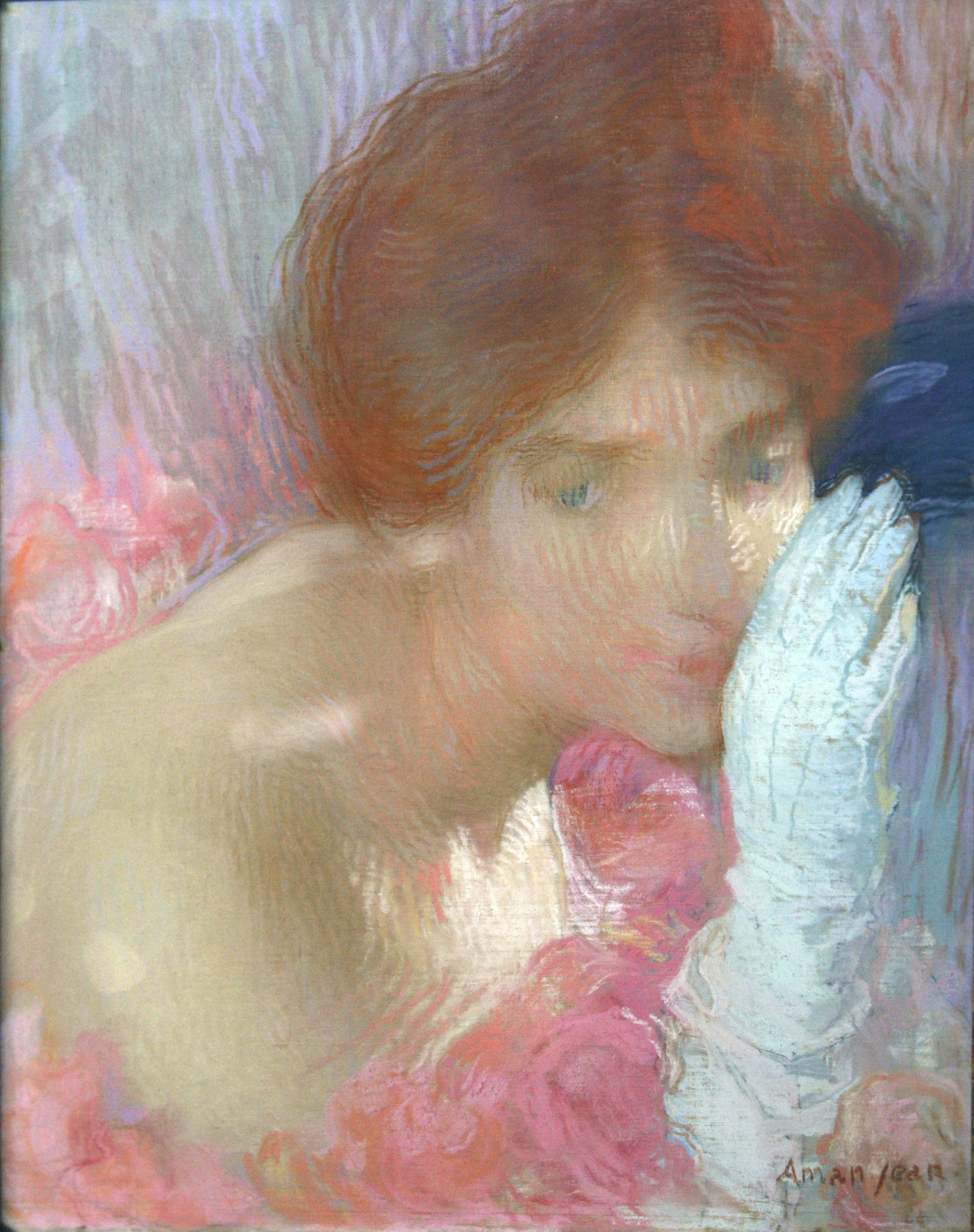
エドモン＝フランソワ・アマン＝ジャン Woman with Glove,1900/1902
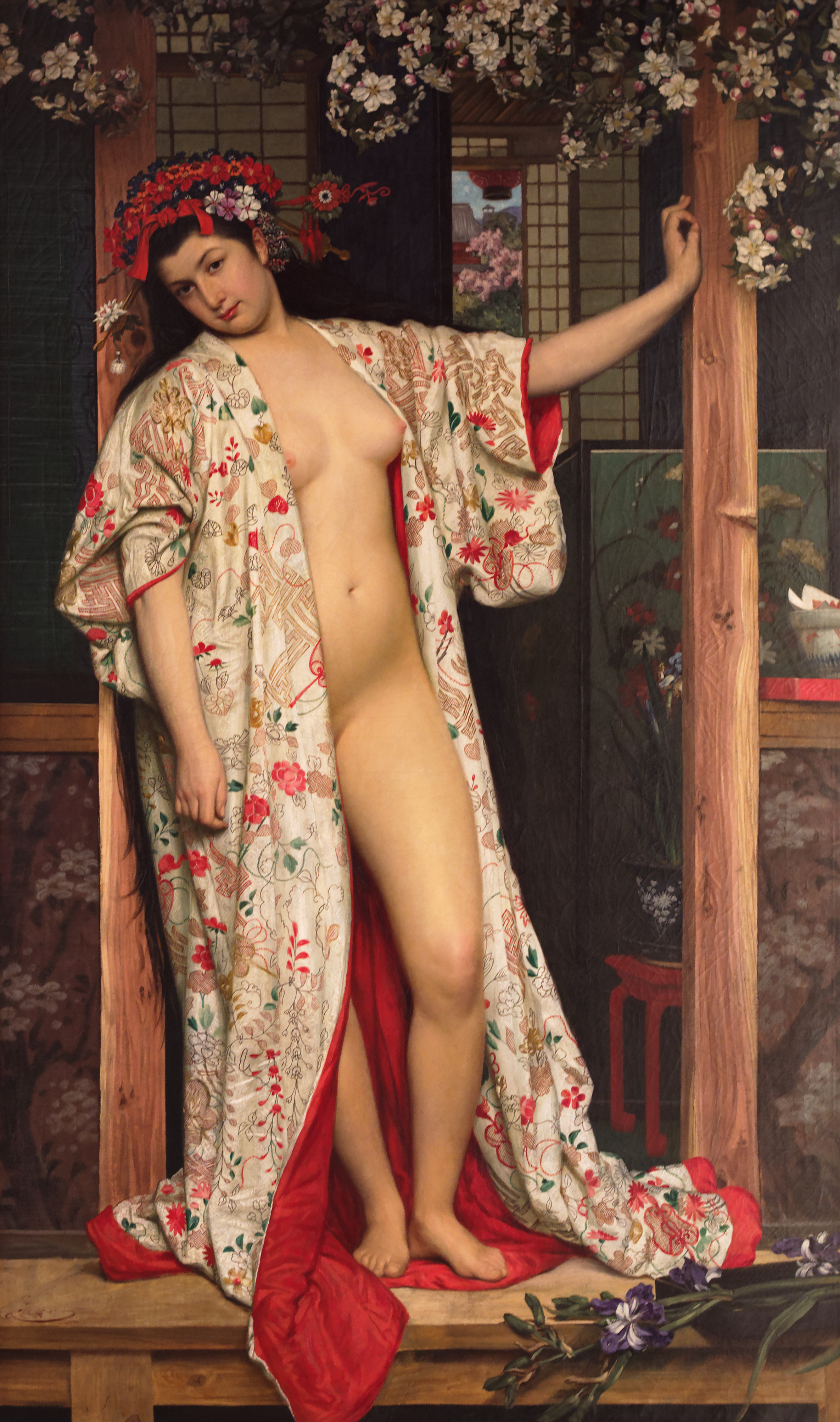
ジェームズ・ティソ The Japanese at the bath, 1864
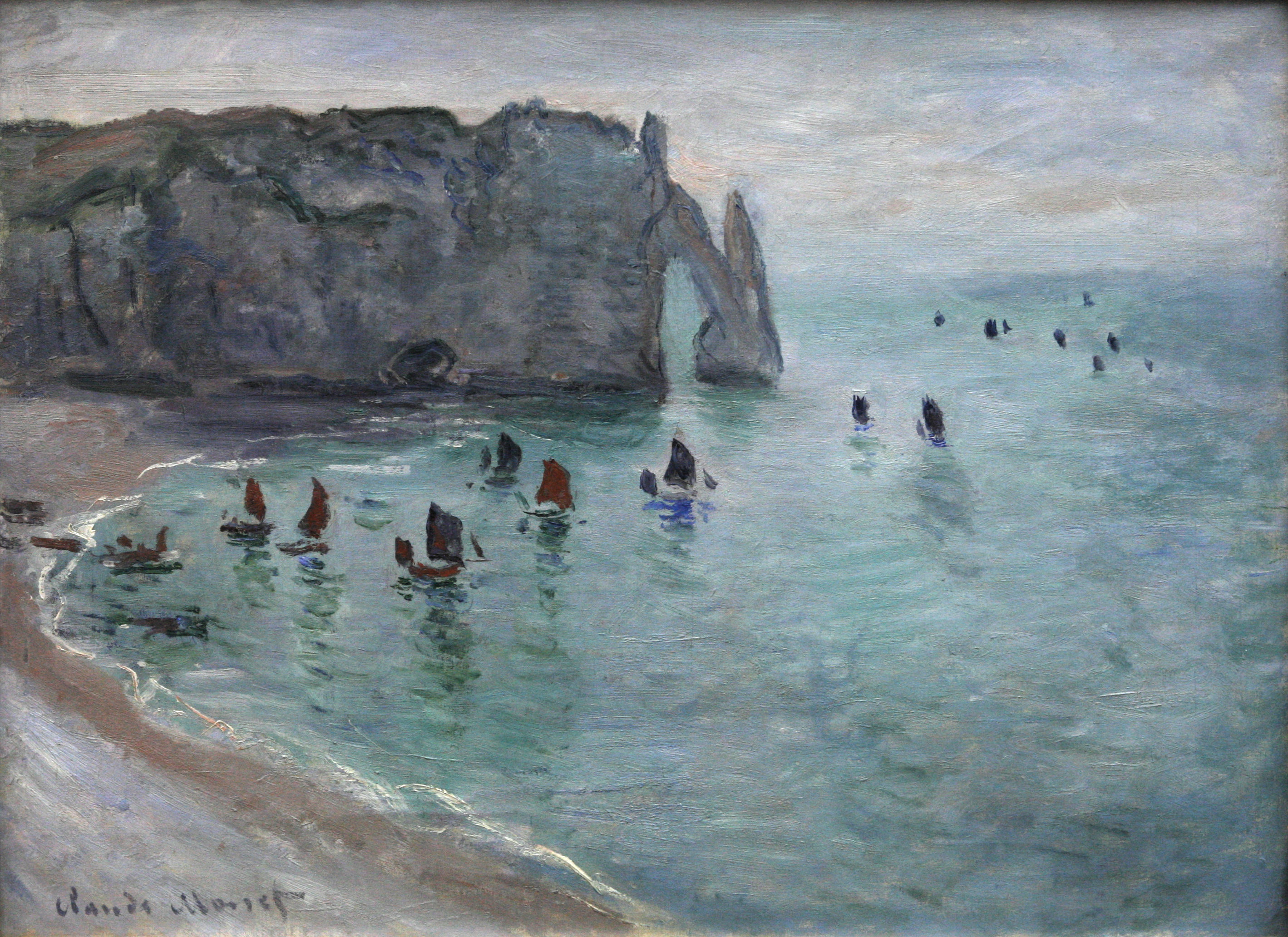
クロード・モネ Etretat the Aval door: fishing boats leaving the harbour, 1885

## 参照
1. ↑  "Palmarès 2011 des musées ", Le Journal des Arts, n°350, 24 juin 2011, p.20